# アーザム・シャー
アーザム・シャー（ウルドゥー語: اعظم شاہ, Azam Shah, 1653年7月8日 - 1707年6月8日）は、北インド、ムガル帝国の対立君主（在位：1707年）。第7代皇帝バハードゥル・シャー1世と対立した。第6代君主アウラングゼーブの三男で、母はディルラース・バーヌー・ベーグム。皇子時代はアーザムと呼ばれた。

## 生涯

### 幼少期・青年期
1653年7月8日、アーザムはムガル帝国の皇帝アウラングゼーブとその妃ディルラース・バーヌー・ベーグムとの間に生まれた。
アーザムの母ディルラース・バーヌー・ベーグムはサファヴィー朝の流れをくむ貴族シャー・ナワーズ・ハーンの娘であった。したがって、アーザムは父方ではティムールの血を、母方からサファヴィー朝の血を受け継いだ皇子であった。
アーザムには2人の兄がいたが、彼は父アウラングゼーブからは最初から後継者であるかのように育てられた。2人の兄の母はヒンドゥー教徒の領主（ラージャ）の娘であったからである。
アーザムは父の期待にこたえるかのように、優れた知性と卓越性を持った若者となり、父もまたその高潔な人格に感銘を受けたという。

### アウラングゼーブの後継者として

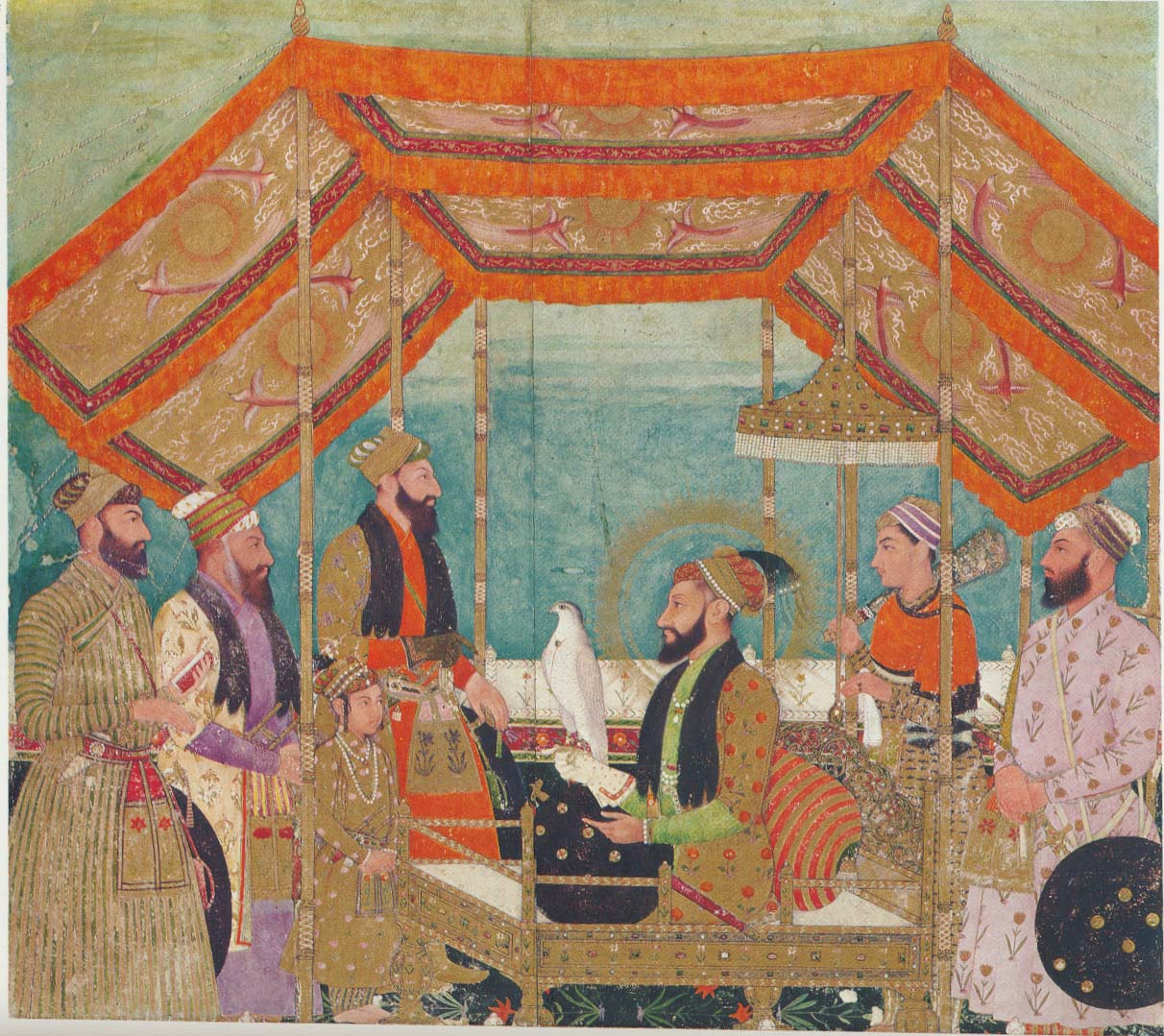
アーザムと父アウラングゼーブ

1669年1月3日、アーザムは父の兄ダーラー・シコーの娘ジャハーンゼーブ・バーヌー・ベーグムと結婚した。これはアウラングゼーブの後継者としての地位を確立させるものであった。
また、アーザムは各地の太守にも任命され、ベラール、マールワー、ベンガルの地を任された。
1679年10月6日、アーザムは父アウラングゼーブに呼び戻され、ベンガルの首府であるダッカを去り、ベンガル太守位はイブラーヒーム・ハーン2世に引き継がれた。
1681年8月2日、アウラングゼーブはアーザムは正式に自身の後継者として指名され、皇太子として他の兄弟より上の立場となった。同年、アーザムはビジャープル王国の君主アリー・アーディル・シャー2世の娘と結婚した。
1685年10月、アウラングゼーブはビジャープル王国を滅ぼすため、アーザムをシカンダル・アーディル・シャーのいるビジャープルへと向かわせ、1686年9月にアーザムはビジャープルを落とした（ビジャープル包囲戦）。
1701年から1706年まで、アーザムはグジャラート太守にも任命され、グジャラートの首府であるアフマダーバードに滞在していた。
同年にアーザムはグジャラート太守の任を解かれたのち、アウラングゼーブがいるアフマドナガルへと移動していた。このとき、アウラングゼーブは老体となり、すっかり弱っていた。
1707年2月、アーザムはアウラングゼーブの命により、マールワーへと移動させられた。一方、弟のカーム・バフシュもまた、ハイダラーバードへと移動させられていた。アウラングゼーブは自分の死後に「鎖を解かれた2頭のライオン」を一緒にしておくような危険な行為はできなかった。

### 皇位継承戦争と死

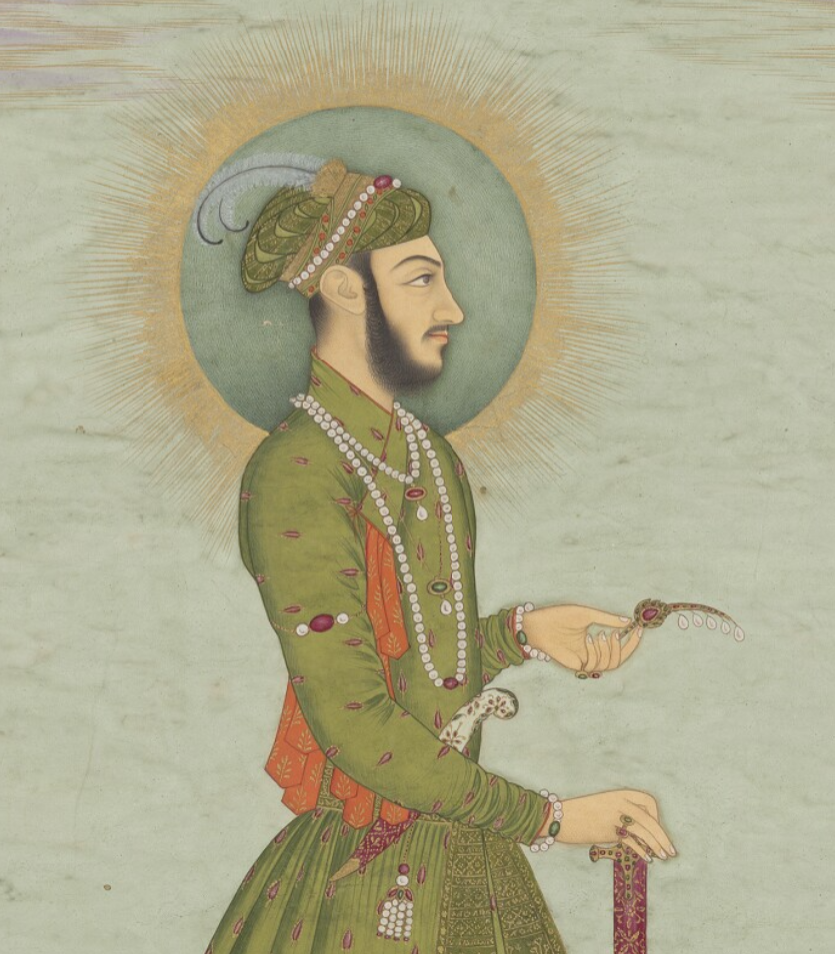
アーザム・シャー

1707年3月3日、老帝アウラングゼーブは死亡した。死の数日前、アーザムには自身の悲痛な気持ちをしたためた手紙を送っている。マールワーに行く素振り見せながらもアフマドナガルの外にいたアーザムは、翌日にフルダーバードに埋葬されるアウラングゼーブに哀悼の意を伝えた。
そして、同月14日、アーザムはアウラングゼーブの正統な後継者として、自ら帝位を宣言し、「アーザム・シャー」を号するところとなった。一方、兄のムアッザムと弟のカーム・バフシュもまたそれぞれ帝位を宣し、他の兄弟との対決を鮮明にしていた。
同年6月19日、アーザム・シャーはアーグラ近郊ジャージャウーにおいて、バハードゥル・シャーの名を号する兄ムアッザムとの対決に及んだ（ジャージャウーの戦い）。戦闘は一日で決着し、アーザム・シャーは息子のビーダール・バフト、ワラー・ジャーとともに戦闘で敗れて殺害された。